# Tasmania Challenger 1989
Il Tasmania Challenger 1989 è stato un torneo di tennis facente parte della categoria ATP Challenger Series nell'ambito dell'ATP Challenger Series 1989. Il torneo si è giocato a Hobart in Australia dal 22 al 26 novembre 1989 su campi in sintetico.

## Vincitori

### Singolare
Todd Woodbridge ha battuto in finale  Mark Kratzmann con il punteggio di 6–3, 1–6, 6–2

### Doppio
Jamie Morgan /  Todd Woodbridge hanno battuto in finale  Roger Rasheed /  Carl Turich con il punteggio di 7–6, 7–6